# Dorthe Falcon Møller
Dorthe Falcon Møller (født 6. juni 1944) er en dansk forfatter. Hun har især skrevet om fagområder, hvor musik- og kunsthistorie mødes.
Møller blev musiksproglig student i 1963 og cand.mag. i 1975 med hovedfag i musik og bifag i kunsthistorie. 
Hun har undervist i kunsthistorie på Københavns Universitet som ekstern lektor og fik i 2004 den filosofiske doktorgrad efter afhandlingen Det dansk pianoforte frem til 1914 – et håndværk og en industri.
Hun har skrevet adskillige biografier i Weilbachs Kunstnerleksikon og en del bøger blandt andet Kunstnerdrømme om Ebba Breda.
Hun er gift med historikeren Anders Monrad Møller, med hvem hun driver Forlaget Falcon.